# XII Всемирный фестиваль молодёжи и студентов
XII Всемирный фестиваль молодёжи и студентов (WFYS) — фестиваль, проходивший с 27 июля по 3 августа 1985 года в Москве. Гостями фестиваля стали 26 000 человек из 157 стран мира. Лозунг фестиваля — «За антиимпериалистическую солидарность, мир и дружбу».
Перед фестивалем были выпущены многочисленные плакаты, почтовые марки и значки с фестивальной символикой, памятная монета и проведён специальный тираж государственной лотереи. Автор эмблемы (владелец авторских прав) — Р. З. Масаутов. Авторы идеи талисмана: Вячеслав Александрович Ермаков, Екатерина Афанасьевна Дунаева и фотограф Юрий Алексеевич Жаров. Модель — Екатерина Дунаева. Плакат и символика XII Всемирного фестиваля молодёжи и студентов утверждались в ЦК КПСС в Москве лично М. С. Горбачёвым. Он объявил, что талисман фестиваля будет называться Катюшей по имени модели Екатерины Дунаевой с плаката.
В СССР с символикой (эмблемой) фестиваля, согласно распоряжению Совета министров СССР, об использовании эмблемы фестиваля и надбавках на продукцию товаров легкой промышленности, было выпущено более 7000 наименований сувенирной продукции. 80 стран мира также использовали эмблему. Эмблема принесла СССР чистой прибыли 450 млн советских рублей (надбавки на продукцию с символикой фестиваля). Использование предприятиями легкой промышленности СССР и других стран эмблемы и талисмана заработали для нашей страны около 450 млн советских рублей (на сегодняшний день[когда?] это около 10 млрд долларов). Одну только эмблему фестиваля использовали в более 80 странах мира и только в СССР — в более чем 7000 видах изделий и сувенирной продукции.
Во время проведения фестиваля советские зрители впервые познакомились с танцем брейк-данс: его демонстрировали национальные делегации и творческая мастерская циркового искусства.

## История
Политической задачей фестиваля был показ положительных сторон жизни советского общества. Главным организатором фестивальных мероприятий был секретарь ЦК ВЛКСМ В. И. Федосов. Открытие и закрытие фестиваля проходило на стадионе Лужники и транслировалось в прямом эфире. Продолжительность церемонии открытия составила около 4 часов. Вели репортаж дикторы Вера Шебеко и Евгений Кочергин и комментатор Александр Тихомиров, объявление о начале трансляции — Игорь Кириллов.
В политическую программу фестиваля входили вопросы установления нового международного экономического порядка, обсуждение проблемы экономической помощи отсталым и развивающимся странам, борьба с нищетой и безработицей, поднимались проблемы охраны окружающей среды. Неблагонадёжные элементы, как и перед Олимпиадой-80, в ходе подготовки фестиваля были выдворены за пределы Москвы.
Огонь фестиваля зажгли аспирантка Московского института народного хозяйства им. Плеханова Галина Гагарина и уральский рабочий Павел Ратников.
Из приветственной речи Генерального секретаря ЦК КПСС Михаила Горбачёва гостям фестиваля: 
Здесь, на родине великого Ленина, вы можете непосредственно ощутить, сколь глубоко предана наша молодёжь благородным идеалам гуманизма, мира и социализма. Думаю, все мы согласимся в том, что нет ныне у человечества более важной и насущной задачи, чем сберечь и укрепить мир. К этому нас обязывают и забота о будущем, и память о прошлом. Ваш форум проходит в год 40-летия разгрома гитлеровского фашизма и японского милитаризма, окончания второй мировой войны — самой кровопролитной и жестокой войны. После неё осталось столько страданий и горя, что они сказываются на жизни вот уже нескольких поколений, настоятельно требуют от нас не допустить повторения такой беды.
В ходе фестиваля состоялись выставка молодых художников, фотовыставка, концерты с участием как многочисленных самодеятельных и этнических коллективов, так и профессиональных исполнителей, таких как Алла Пугачёва, Удо Линденберг, Карел Готт, Валерий Леонтьев, Анне Вески, Ирина Отиева, София Ротару, Михаил Боярский, Жанна Бичевская, Бисер Киров, Дин Рид, Боб Дилан, Игорь Скляр, Юрий Антонов, Виктор Резников, Надежда Чепрага, Ленинградский концертный оркестр, ВИА «Самоцветы», «Земляне», «Машина времени», «Цветы», «Интеграл», «Зодчие», «Весёлые ребята», «Аракс», «Elán», «Everything but the Girl». Запомнились также выступления самодеятельных коллективов и совместные, с гостями фестиваля, дискотеки (культурная программа, включающая концерты, проходила в столичных районных интерклубах, где обустроились и принимали «у себя» иностранные делегации), а также ярмарка товаров, привезённых иностранными делегациями, проходившая на ВДНХ. Отдельно работала программа приглашения желающих иностранцев в советские семьи для ознакомления с повседневным бытом граждан СССР.
Песня Юрия Лившица «Вальс тишины» была заключительной мелодией фестиваля.
По завершении основной программы 3–16 августа 1985 года в Артеке состоялся международный детский праздник «Салют, мир! Салют, фестиваль!».

## Факты
- Генерал КГБ Филипп Бобков впоследствии свидетельствовал: «Задолго до открытия в Пакистане были специально подобраны афганские боевики, которые прошли серьёзную подготовку под руководством специалистов ЦРУ и за год до фестиваля заброшены в страну. Они осели в городе, тем более, что деньгами их обеспечили, и стали ожидать получения взрывчатки, пластиковых бомб и оружия, готовясь к осуществлению взрывов в местах массового скопления людей (Лужники, Манежная площадь и другие места). Акции были сорваны благодаря принятым оперативным мерам»[4].
- На заседании I Международного подготовительного комитета XIX Всемирного фестиваля молодежи и студентов 2017 года, который прошёл в России в Сочи в октябре 2017 года, был выбран логотип мероприятия. Им стал обновленный логотип двух предыдущих всемирных фестивалей молодежи и студентов 1957 и 1985 годов, которые проходили в Москве.

## Фильмы
- 12 Всемирный. Страницы фестивального дневника (документальный фильм, 1985 год.) YouTube Дата съемки: с 1985 по 1985 Цветной озвученный Киностудия ЦСДФ Частей:7
- 12 Всемирный. Страницы фестивального дневника (документальный фильм, 1985 год.)
- Хоровод мира и дружбы (документальный фильм, 1985 год.)
- Здравствуй, 12 Всемирный (документальный фильм, 1985 год.)